# Gul busksjöborrekaktus
Gul busksjöborrekaktus eller lång cylinderkaktus (Echinopsis huascha) är en mångformig art av kaktus från norra Argentina. 

## Synonymer
Arten är mycket mångformig och detta tillsammans med förvirring kring systematiken har gett en mängd vetenskapliga synonymer.
Cereus andalgalensis (Britton & Rose) F.A.C.Weber ex K.Schum.
Cereus huascha . F.A.C.Weber
Cereus huascha var. flaviflora F.A.C.Weber
Cereus huascha var. rubriflorus F.A.C.Weber
Chamaecereus grandiflorus (Britton & Rose) Frič
Echinopsis huascha (F.A.C.Weber) H.Friedrich & G.D.Rowley
Echinopsis huascha ssp. robusta (Rausch) M.Lowry
Echinopsis huascha var. auricolor (Backb.) H.Friedrich & Rowley
Echinopsis huascha var. rubriflora (F.A.C.Weber) H.Friedrich & Rowley
Echinopsis lobivioides Backeb.
Echinopsis pecheretiana (Backeb.) H.Friedrich & G.D.Rowley
Echinopsis pelecyrhachis var. lobivioides (Backeb.) Friedrich
Echinopsis rowleyi . H.Friedrich
Helianthocereus andalgalensis (F.A.C.Weber ex K.Schum.) Backeb.
Helianthocereus grandiflorus (Britton & Rose) Backeb.
Helianthocereus huascha (F.A.C.Weber) Backeb.
Helianthocereus huascha var. auricolor (Backeb.) Backeb.
Helianthocereus huascha var. macranthus Backeb.
Helianthocereus huascha var. rubriflorus (F.A.C.Weber) Backeb.
Helianthocereus pecheretianus . Backeb.
Helianthocereus pecheretianus var. viridior Backeb.
Lobivia andalgalensis (F.A.C.Weber ex K.Schum.) Britton & Rose
Lobivia grandiflora Britton & Rose
Lobivia grandiflora var. herzogii Rausch
Lobivia grandiflora var. lobivioides (Gräser & Ritt.) Rausch
Lobivia grandiflora var. longispina Rausch
Lobivia grandiflora var. pumila Rausch
Lobivia huascha (F.A.C.Weber) W.T.Marshall
Lobivia huascha var. andalgalensis (Web. ex K.Schum.) Rausch
Lobivia huascha var. calliantha (Ritt.) Rausch
Lobivia huascha var. grandiflora (Britton & Rose) Rausch
Lobivia huascha var. purpureominiata (Ritt.) Rausch
Lobivia huascha var. robusta Rausch
Lobivia huascha var. rubriflora (F.A.C.Weber) G.D.Rowley
Lobivia purpureominiata F.Ritter
Mesechinopsis lobivioides (Backeb.) Y.Itô
Pseudolobivia lobivioides (Backeb.) Backeb. ex Krainz
Pseudolobivia pelecyrhachis var. lobivioides (Backeb.) Backeb.
Salpingolobivia andalgalensis (F.A.C.Weber ex K.Schum.) Y.Itô
Salpingolobivia huascha (F.A.C.Weber) Y.Itô
Soehrensia huascha var. rosiflora Y.Itô
Trichocereus andalgalensis (F.A.C.Weber ex K.Schum.) Hosseus
Trichocereus andalgalensis var. auricolor (Backeb.) F.Ritter
Trichocereus auricolor  Backeb.
Trichocereus callianthus F.Ritter
Trichocereus catamarcensis  F.Ritter
Trichocereus grandiflorus  Backeb.
Trichocereus huascha (F.A.C.Weber) Britton & Rose
Trichocereus huascha var. flaviflora (F.A.C.Weber) Hosseus
Trichocereus huascha var. pecheretianus (Backeb.) R.Kiesling
Trichocereus huascha var. rubriflorus (F.A.C.Weber) Backeb. & Kunth
Trichocereus lobivioides . R.Gräser & F.Ritter
Trichocereus rowleyi (Friedrich) R.Kiesling